# Мордяшиха
Мордяши́ха (рос. Мордяшиха) — присілок у складі Ірбітського міського округу Свердловської області.
Населення — 51 особа (2010, 32 у 2002).
Національний склад населення станом на 2002 рік: росіяни — 100 %.